# Propileo

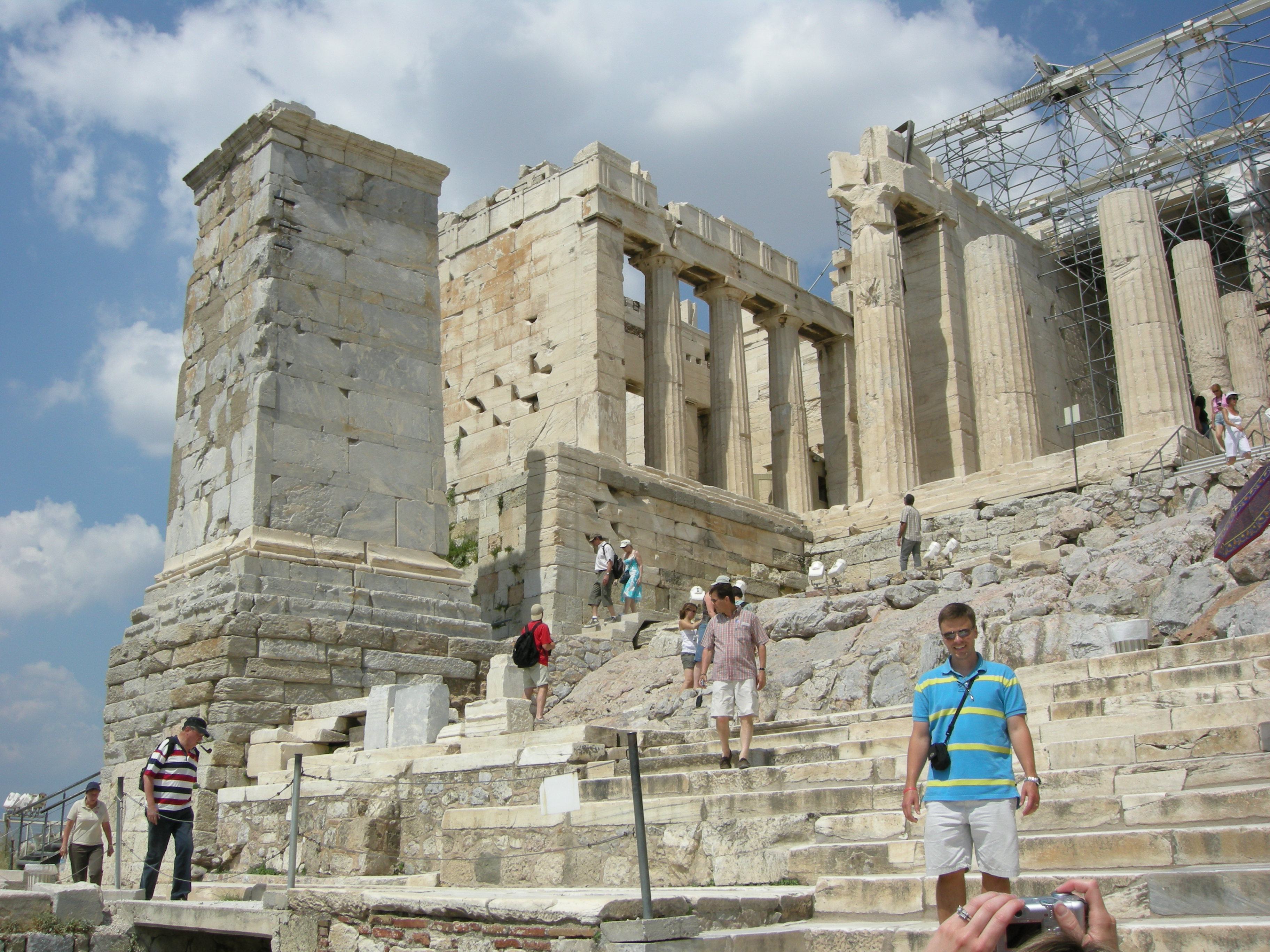
I Propilei dell'Acropoli di Atene

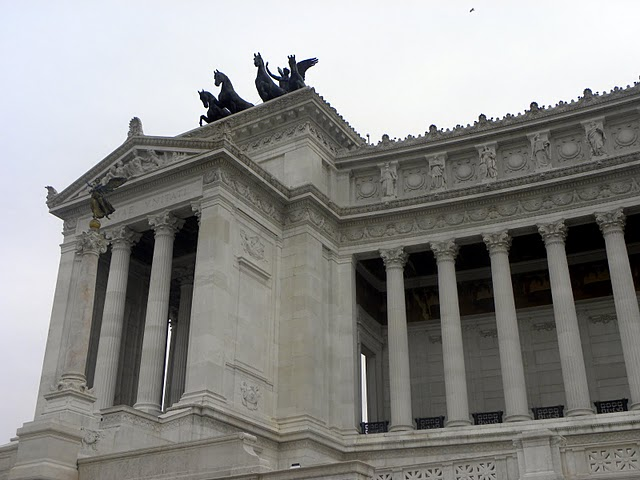
Sulla sinistra, uno dei due propilei del Vittoriano a Roma

Un propileo (dal greco προπύλαια, composto di πρό e πύλη, "posto davanti alla porta") è un porticato antistante le porte di un tempio, di un palazzo o di una città.
In ambito ellenico il più antico esempio conservato di propileo monumentale è l'ingresso al temenos del Tempio di Afaia (Aφαία) ad Egina, una struttura bifronte in antis, con due colonne doriche su ciascuna faccia. Anche in questo caso come più tardi ad Atene la costruzione serve anche a dissimulare la forte pendenza della via di accesso, attrezzata con scale monumentali. L'opera sarebbe contemporanea alla ricostruzione del recinto sacro da datarsi intorno al 500 a.C. Resti di un precedente ingresso monumentale, evidenziati dagli scavi sono stati datati intorno al 570 a.C.
I Propilei più celebri sono quelli dell'acropoli di Atene.